# Vytautas Bacevičius
Vytautas Bacevičius (ur. 9 września 1905 w Łodzi, zm. 15 stycznia 1970 w Nowym Jorku) – litewski kompozytor i pianista.

## Życiorys
Brat Grażyny Bacewicz, Kiejstuta Bacewicza i Wandy Bacewicz. W 1926 roku ukończył Konserwatorium Heleny Kijeńskiej w Łodzi, gdzie jego nauczycielami byli Józef Turczyński, Antoni Dobkiewicz, Kazimierz Sikorski i Kazimierz Wiłkomirski. W latach 1926–1927 student Uniwersytetu Kowieńskiego. W latach 1927–1928 studiował w Paryżu na tamtejszym uniwersytecie oraz w konserwatorium, gdzie uczył się u Nikołaja Czeriepnina i Santiago Riery. Od 1931 do 1939 roku wykładowca konserwatorium w Kownie. W 1940 roku wyemigrował do Stanów Zjednoczonych. Od 1942 roku wykładowca konserwatorium nowojorskiego. Od 1948 roku prowadził w Nowym Jorku Bacevičius Musical Club.

## Twórczość
Jego twórczość muzyczna wykazuje cechy ekspresjonizmu. Skomponował m.in. operę Vaidilutė (1932), balet W wirze tańca (1932), Poemat elektryczny na orkiestrę (1932), 7 symfonii, 5 koncertów fortepianowych, koncert skrzypcowy, 4 kwartety smyczkowe, liczne utwory fortepianowe i organowe.
Jako pianista występował w Europie, Ameryce Północnej i Ameryce Południowej. Wykonywał utwory m.in. Chopina, Liszta i Čiurlionisa.